# Wriedel
Wriedel is een gemeente in de Duitse deelstaat Nedersaksen. De gemeente maakt deel uit van de Samtgemeinde Bevensen-Ebstorf in het Landkreis Uelzen. Wriedel telt 2.332 inwoners.

## Samenstelling van de gemeente
Blijkens de website van de Samtgemeinde Bevensen-Ebstorf bestaat haar deelgemeente Wriedel uit de volgende 9 dorpen met de status Ortsteil:
- Wriedel (911 inwoners)
- Arendorf (113)
- Brambostel (49)
- Brockhöfe (559), 2½ km ten zuidwesten van Wriedel-dorp
- Holthusen I[2] (111)
- Lintzel (232)
- Schatensen (456), iets ten westen van Wriedel-dorp
- Wettenbostel (92)
- Wulfsode (79 inwoners).

In totaal woonden 2.602 personen in de gemeente Wriedel op de peildatum: 31-12-2018.
Daarnaast liggen nog een aantal gehuchten, zonder de status van Ortsteil, in de gemeente Wriedel.

## Geografie, infrastructuur

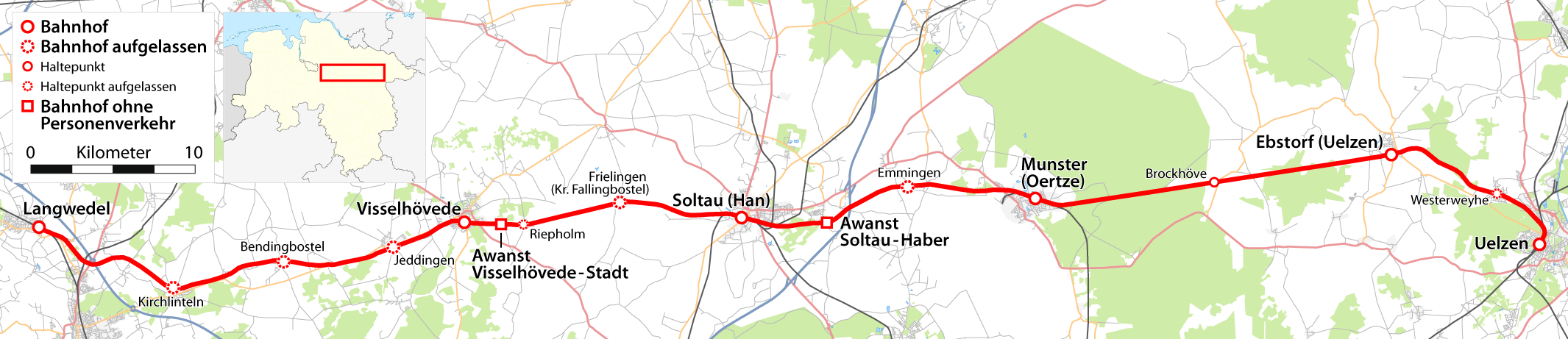
Spoorlijn Uelzen-Langwedel (aufgelassen = opgeheven)
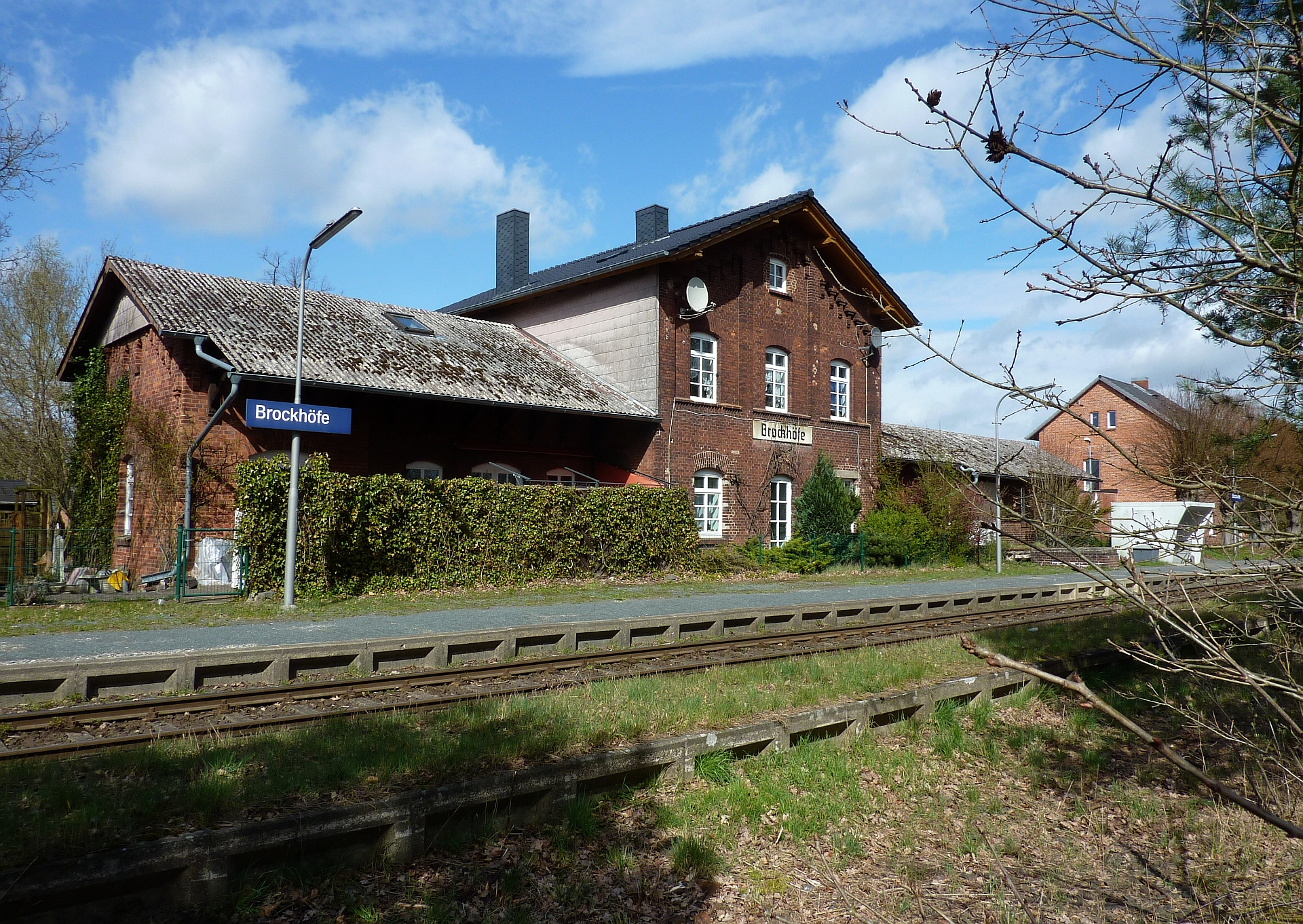
Station Brockhöfe

Wriedel ligt in een heuvelachtig heidegebied, iets oostelijk van het midden van de Lüneburger Heide.
Door de gemeente stromen de beken Wriedeler Bach en Schwienau.
Direct ten westen van Wriedel ligt Munster (Nedersaksen) met zijn grote militaire oefenterreinen.
Het dorpje Lintzel ligt 5 km ten zuidwesten van Wriedel-dorp, aan de Bundesstraße 71 Soltau- Uelzen.
Aan de spoorlijn Uelzen - Langwedel ligt Station Brockhöfe, een spoorweghalte op 5 km ten zuidwesten van Wriedel-dorp, en aan de noordkant van Lintzel. Wriedel zelf is door streekbussen met diverse omliggende plaatsen verbonden; deze rijden echter in de meeste gevallen slechts enkele malen per dag.
Wriedel ontstond in de 12e eeuw, de meeste andere plaatsjes daaromheen in de 13e eeuw. Geschiedkundige feiten van meer dan plaatselijk belang zijn, voor zover bekend, niet overgeleverd. Het zijn van oorsprong boerendorpen. Nog steeds is de landbouw van enige betekenis. In het gemeentewapen is een trapspieker afgebeeld, een opslagschuur voor landbouwproducten e.d., die via een trappetje en een deurtje bovenin toegankelijk is. Dit soort schuren kwamen op de Lüneburger Heide tot plm. 1950  veel voor.

## Bezienswaardigheden, toerisme

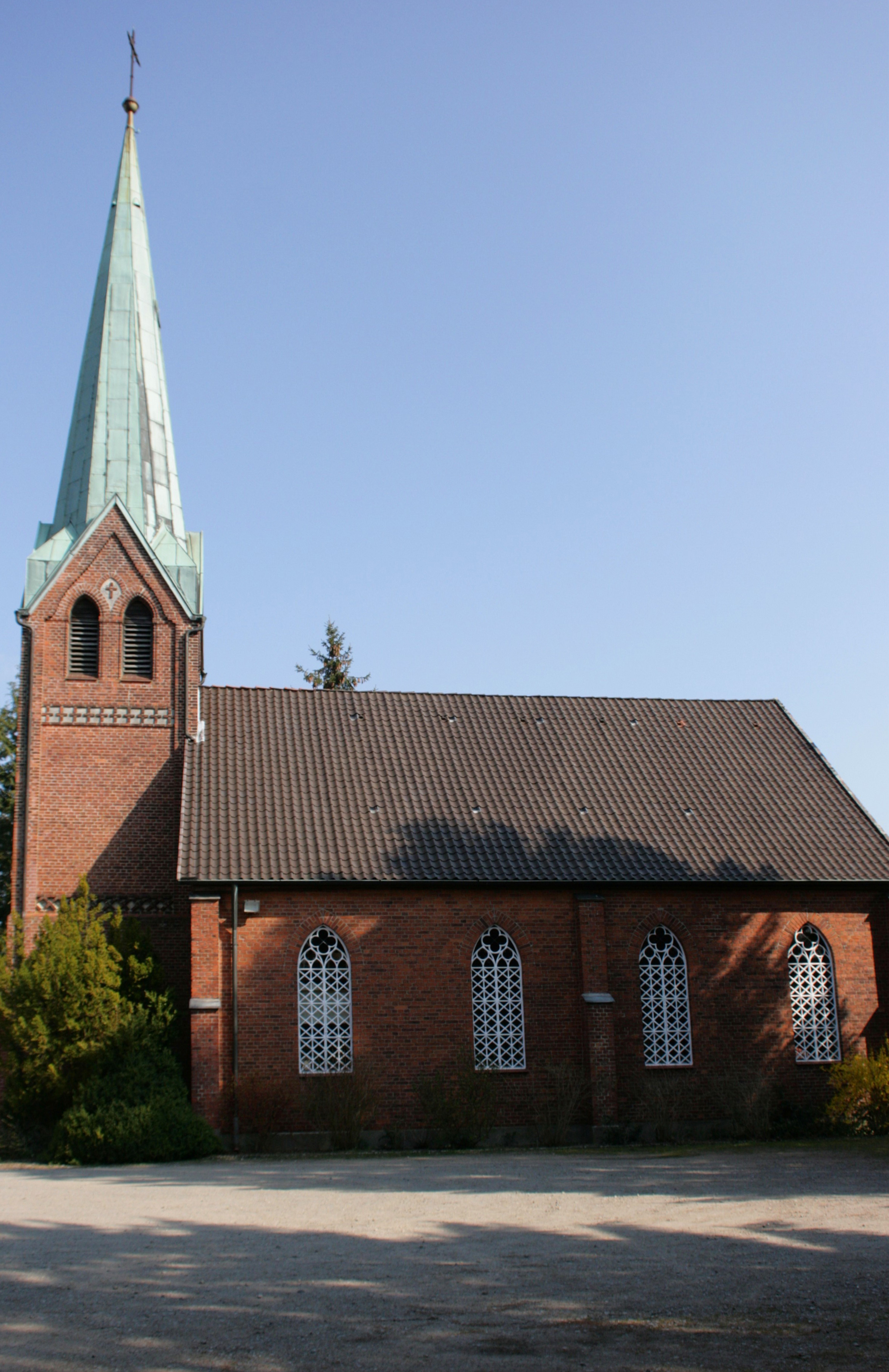
Evang.-lutherse[3] Bethlehemkerk, Wriedel
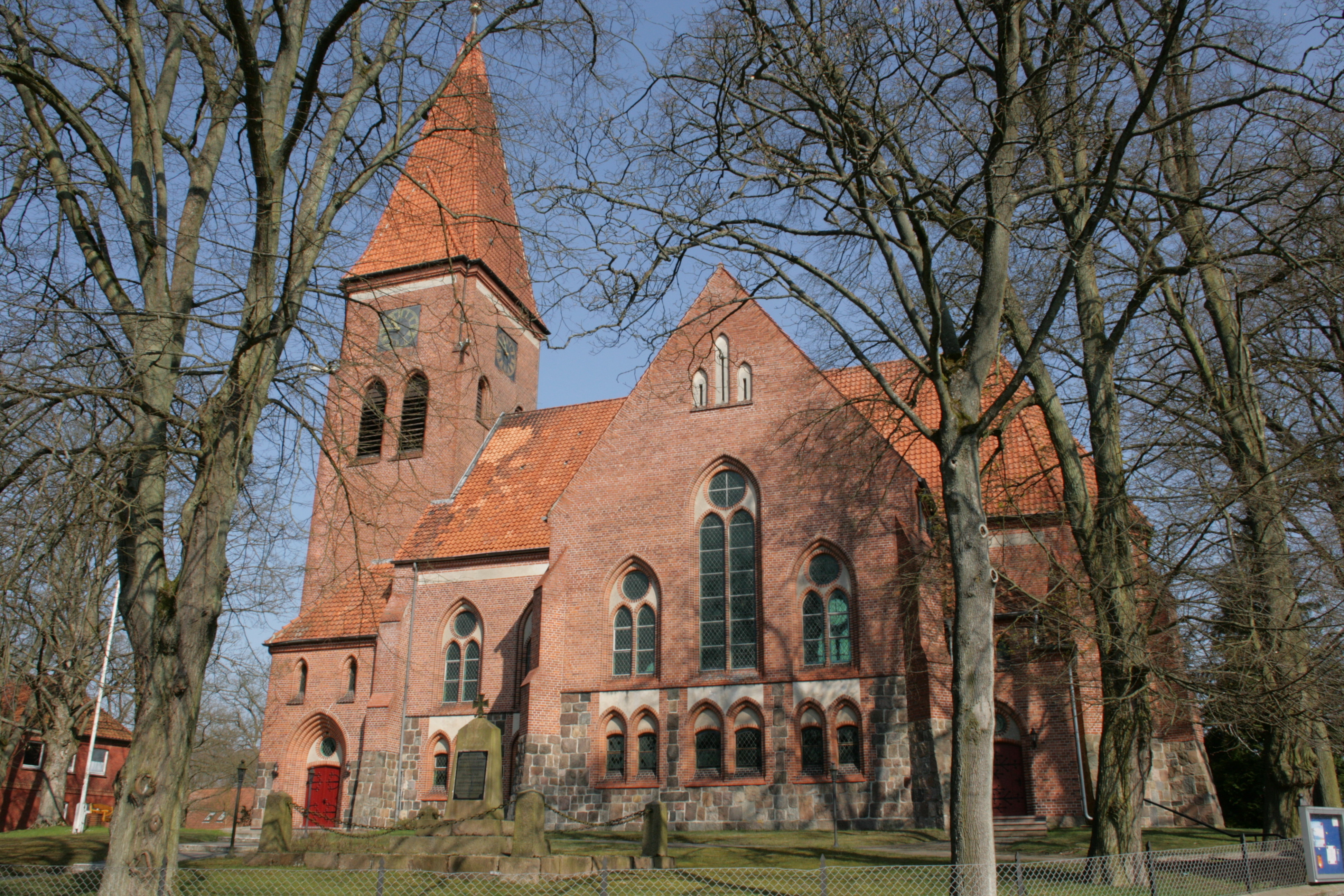
Evang.-lutherse Suidbertkerk, Wriedel (1913)

Het toerisme is de belangrijkste bron van inkomsten in de gemeente.  
De Lüneburger Heide, waar Wriedel ligt, is een geliefd wandel-, fiets- en kampeergebied. In de gemeente zijn faciliteiten hiervoor, waaronder horecagelegenheden, aanwezig.
Minder dan één kilometer ten oosten van Wriedel-dorp bevindt zich een populair openluchtzwembad. 